# 寶銘
寶銘（1867年6月26日—1936年8月22日，同治六年五月廿五日未時－康德三年七月初六日寅時），清朝遠支宗室正藍旗第四族溥字輩，清朝、滿洲國政治人物，官至慶親王內閣敘官局局長。

## 生平
光緒十六年（1890年）二月，授一品廕生，以員外郎籤分理藩院候補。
十九年（1893年），中式癸巳恩科順天鄉試舉人。
二十一年（1895年），中式乙未科會試，殿試位列第三甲第四十五名同進士出身，仍以員外郎歸班銓選，改分吏部候補。
二十七年（1901年），實授吏部員外郎，隨後升郎中。
三十年（1904年），以吏部郎中派充坐糧廳。
三十一年（1905年），充吏部文選司掌印。
三十二年（1906年）正月，京察一等，奉旨以五品京堂調用。
三十三年（1907年）四月，授吏部右丞。預備立憲，兼充宪政编查馆一等咨議官。
三十四年（1908年）二月，升調吏部左丞，後賞加二品銜。
宣統三年（1911年）十月，授內閣敘官局局長。
辛未年（1931年），派充守護東陵大臣。
康德三年（1936年）七月初六日卒，年七十歲。

## 家族及關聯[4]
- 十世祖：清太祖。
- 十世祖母：清太祖大妃。

- - 九世祖：豫通親王多鐸（1614年－1649年），清太祖皇十五子，授威遠大將軍，封輔政叔德豫親王。
  - 九世祖母：博爾濟吉特氏，多鐸繼福晉，蒙古科爾沁部索諾穆台吉之女。

- -     - 八世祖：豫宣和親王多尼（1636年－1661年），多鐸次子，封信郡王，充議政王、授安遠靖寇大將軍，追封豫親王。
    - 八世祖母：王氏，多尼側福晉，王廷祚之女。

- -     -       - 七世祖：信郡王鄂扎（1655年－1702年），多尼次子，襲信郡王，掌宗人府事，授撫遠大將軍，追封豫親王。
      - 七世祖母：喜氏，鄂扎側福晉，興泰之女。

- -     -       -         - 六世祖：豫慤親王德昭（1700年－1762年），鄂扎五子，襲封豫郡王，官至宗人府右宗正管理正白旗滿洲蒙古漢軍事務，追封豫親王。
        - 六世祖母：韓氏，德昭庶福晉，拴住之女。

- -     -       -         -           - 五世祖：華齡（1717年－1782年），德昭次子，封奉恩將軍，因事革退。
          - 五世祖母：俞氏，華齡之妾，俞德之女。

- -     -       -         -           -             - 高祖父：岳興阿（1741年－1787年），華齡長子，閒散。
            - 高祖母：博爾濟吉特氏，岳興阿嫡妻，一等子副都統吉昌之女。

- -     -       -         -           -             -               - 曾祖父：海郎泰（1770年－1842年），岳興阿長子，閒散。
              - 曾祖母：富察氏，海郎泰嫡妻，雲南順寧府知府福桑阿之女

- -     -       -         -           -             -               -                 - 祖父：受慶（1795年－1838年），海郎泰長子，道光二年進士，翰林，官至都察院左副都御史。
                - 祖母：佟佳氏，舒通阿之女。

### 父母
- 父：奎潤（1829年－1890年），受慶次子，同治二年進士，官至禮部尚書、鑲黃旗漢軍都統。
- 嫡母：博史克氏，玉春之女。
- 生母：哈達瓜爾佳氏，奎潤繼妻，光祿寺良醞署署正延福之女，副都統駐藏大臣斌良孫女。

### 兄弟
寶銘排行第二，僅有一兄。
- 承緒（1859年－1859年），早殤。
- 嫡堂弟光绪十八年（1892年）壬辰科进士宝熙。

### 妻室
- 嫡妻：輝發納喇氏，內務府正白旗滿洲包衣咸豐二年進士官至太子少保漕運總督文彬之女。
- 繼妻：輝發納喇氏，文彬另一女。

### 子嗣
- 獨子：志慈（1894年－？年），嫡母輝發納喇氏所生，由廕生授宗人府筆帖式，民國三年內務部高等警官學校畢業，官至河北徐水縣公安局長兼保安大隊長，康德元年調哈爾濱鐵路局五常警務段副段長。